# Charaxes martini
Charaxes martini är en fjärilsart som beskrevs av Van Someren 1966. Charaxes martini ingår i släktet Charaxes och familjen praktfjärilar. Inga underarter finns listade i Catalogue of Life.